# Nordgermersleben
Nordgermersleben este o comună în Saxonia-Anhalt, Germania